# Verbascum semialbum
Verbascum semialbum är en flenörtsväxtart som beskrevs av Louis Athanase Anastase Chaubard. Verbascum semialbum ingår i släktet kungsljus, och familjen flenörtsväxter. Inga underarter finns listade i Catalogue of Life.